# 안드레 케르테스

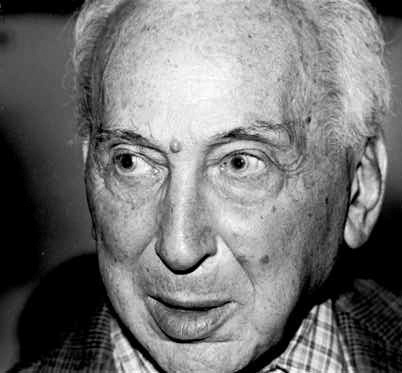

안드레 케르테스(André Kertész, 본명 Kertész Andor, 1894년 7월 2일 – 1985년 9월 28일)는 헝가리 출신의 사진 작가이다.